# Parc Nacional El Tepeyac
El Parc Nacional El Tepeyac és un dels pocs reductes d'àrees verdes que se situen al nord de la Ciutat de Mèxic. Aquest és una de les grans extensions de bosc artificial d'eucaliptus que foren reforestades en la primera meitat del segle xx en el Districte Federal. Tal denominació és atribuïda a la ubicació del parc nacional en el turó conegut com el Turó del Tepeyac. Des d'aquest lloc es pot contemplar una de les més belles vistes del Vall de Mèxic, a pesar que ha estat amenaçat pel creixement de la taca urbana principalment en els seus vessants.
Aquest parc abasta part de la cadena muntanyenca de la Serra de Guadalupe i fou creat mitjançant un decret emès el 18 de febrer de 1937, comptant originalment amb una extensió de 1.500 ha.